# Best of The Beach Boys
Pour les articles homonymes, voir Best of.
Albums de The Beach Boys
Best of The Beach Boys Vol. 2
(1967)
Best of The Beach Boys est une compilation des Beach Boys sortie en 1966.

## Titres
Toutes les chansons sont de Brian Wilson et Mike Love, sauf mention contraire.
| No  | Titre                                              | Durée |
| --- | -------------------------------------------------- | ----- |
| 1.  | Surfin' U.S.A. (Brian Wilson, Chuck Berry)         | 2:28  |
| 2.  | Catch a Wave                                       | 2:18  |
| 3.  | Surfer Girl (Brian Wilson)                         | 2:26  |
| 4.  | Little Deuce Coupe (Brian Wilson, Roger Christian) | 1:50  |
| 5.  | In My Room (Brian Wilson, Gary Usher)              | 2:13  |
| 6.  | Little Honda                                       | 1:51  |
| 7.  | Fun, Fun, Fun                                      | 2:18  |
| 8.  | The Warmth of the Sun                              | 2:50  |
| 9.  | Louie Louie (Richard Berry)                        | 2:23  |
| 10. | Kiss Me, Baby                                      | 2:35  |
| 11. | You're So Good to Me                               | 2:13  |
| 12. | Wendy                                              | 2:22  |